# Kiefer Racing
Kiefer Racing — спортивная мотогоночная команда, которая принимает участие в чемпионате мира по шоссейно-кольцевым мотогонкам MotoGP. Основанная в 1996 году бывшим мотогонщиком Штефаном Кифером и его братом Йохеном. В сезоне 2011 гонщик команды Штефан Брадль выиграл чемпионат мира в классе Moto2.

## История
Команда Kiefer Racing была создана в 1996 году братьями Стефаном и Йохеном Киферами. Оба не были новичками в мотоспорте: первый из них некоторое время выступал в чемпионате мира по шоссейно-кольцевым мотогонкам MotoGP, другой был все это время его механиком. Полученный опыт они вложили в команду.
Уже в 2002 году команда выигрывает чемпионат Германии и занимает второе место на чемпионате Европы в классе 250cc.
В следующем году «Kiefer Racing» дебютирует в чемпионате мира, выступив в классе 250cc с единственным гонщиком Кристианом Хеммелем. Следующие 4 сезона гонщики команды лишь изредка попадают в зачетную зону. Улучшить результаты не помогла даже смена поставщика мотоциклов с Honda на Aprilia перед началом сезона 2006.
Это побудило Киферов на сезон 2008 перейти с командой к низшему классу соревнований — 125cc, что сразу принесло свои плоды. Гонщик команды Штефан Брадль одержал 2 победы на этапах, заняв 4-е место в общем зачете.
В сезоне 2009 «Kiefer Racing» вернулась к выступлениям в классе 250cc, одновременно соревнуясь и в 125cc. Выступления в двух категориях давались команде тяжело — лучшим стал Брадль, финишировав лишь 10-м в 125cc.
С сезона 2010 класс 250cc был заменен новым — Moto2, и Киферы решают сконцентрироваться на выступлениях исключительно в этом классе. На предпоследнем Гран-При сезона в Португалии Брадль выигрывает гонку, впервые для себя и команды.
В сезоне 2011 команда меняет поставщика мотоциклов с Suter на Kalex и это сразу приносит плоды: Штефан Брадль из первых гонок выходит в лидеры общего зачета. В течение сезона длилась напряженная борьба немца с Марком Маркесом, но все же, из-за травмы последнего в конце сезона, Штефан выиграет чемпионат, впервые для себя и команды.
Следующий сезон был менее успешным, что побудило «Kiefer Racing» на сезон 2013 перейти к низшего класса Moto3. Там результаты гонщиков команды продолжали разочаровывать — в сезонах 2013—2014 они не сумели набрать ни одного зачетного очка, что заставило братьев Киферов сменить поставщика мотоциклов компании Honda, модель NSF250RW которой сделала в последнем сезоне Алекса Маркеса чемпионом мира.
К тому же, к «Kiefer Racing» присоединился титульный спонсор в виде производителя энергетических напитков «Leopard Natural Power Drink». Обладая конкурентоспособным мотоциклом и серьёзным бюджетом, Штефан Кифер пригласил в свою команду опытных гонщиков: Эфрена Васкеса и Данни Кента, которые уже почувствовали вкус побед в гонках, и Хироки Оно. С начала сезона гонщики начали демонстрировать высокие результаты: в дебютной гонке в Катаре Данни Кент финишировал третьим, а в следующей, в Америке, одержал победу, а Васкес финишировал третьим. Победа британца стала для команды первой с момента победы Штефана Брадля в классе Moto2 на Гран-При Великобритании 2011. Кент продолжал побеждать, одержав всего 6 побед (еще в Америке, Аргентине, Испании, Каталонии, Германии и Великобритании) и 9 подиумов, и стал чемпионом мира. Васкес получил 5 подиумов и стал восьмым в общем зачете. Успешные выступления и поддержка главного спонсора вдохновила Киферов на участие с нового сезона одновременно в двух классах чемпионата: Moto3 и Moto2.